# Distretto di Shengang
Il distretto di Shengang (神岡區S, Shéngāng QūP) è un distretto della municipalità di Taichung, situata a Taiwan.